# Chiriguaná
Chiriguaná là một khu tự quản thuộc tỉnh Cesar, Colombia. Thủ phủ của khu tự quản Chiriguaná đóng tại Chiriguaná Khu tự quản Chiriguaná có diện tích 1103 ki lô mét vuông. Đến thời điểm ngày 28 tháng 5 năm 2005, khu tự quản Chiriguaná có dân số 23540 người.